# Beyond Ocean Avenue: Live at the Electric Factory
 (février 2024).
Si vous disposez d'ouvrages ou d'articles de référence ou si vous connaissez des sites web de qualité traitant du thème abordé ici, merci de compléter l'article en donnant les références utiles à sa vérifiabilité et en les liant à la section « Notes et références ».
Beyond Ocean Avenue: Live at the Electric Factory est le tout premier DVD officiel du groupe de rock américain Yellowcard. Il comprend également quatre vidéos live acoustiques : Empty Apartment, Ocean Avenue, Only One et View from Heaven.

## Beyond Ocean Avenue

### Live at the Electric Factory
1. Believe
2. Miles Apart
3. Life of a Salesman
4. View from Heaven
5. Avondale
6. Starstruck
7. Powder
8. October Nights
9. A.W.O.L.
10. Empty Apartment
11. Ocean Avenue
12. Breathing
13. Back Home
14. Way Away
15. Twenty Three
16. Only One
17. Behind-the-Scenes Footage (Live at the Electric Factory)
18. Interview (Live)

### Vidéos cachées
Quatre chansons acoustiques enregistrées pendant la Sessions@AOL sont cachées dans les menus :
1. Empty Apartment
2. Ocean Avenue
3. Only One
4. View from Heaven